# Марак Богдан Іванович
Богдан-Андрій Іванович Марак (29 жовтня 1894, с. Тудорів, нині Гусятинського району Тернопільської області, Україна — 1922, Вінниччина, Украї́нська Соціалістична Радянська Республіка) — лейтенант австро-угорських військ i поручник УГА.

## Життєпис
Народився 29 жовтня 1894 в Галичині, у селі Тудоріві Гусятинського повіту (Королівство Галичини і Володимирії, Австро-Угорська імперія, нині Гусятинського району Тернопільської області, Україна) в родині греко-католицького священника Івана Марака. Брат Зенона Марака.
З 1906 року навчався в Бучацькій гімназії. У червні 1914 р. успішно склав іспит зрілості у філії Академічної гімназії у Львові. Володів українською, німецькою, польською і хорватською мовами.
В часи Першої світової війни був офіцером в Австро-угорській армії. Вступив до війська 02.06.1916 р. і був приділений до 95 піхотного полку, в якості однорічного добровольця: 02.06.16. — однорічником в званні рядового в 11 роту 95 п.п., 21.08.16 — був підвищений до однорічного тітуляр гефрайтора. 26.09.16 — переведений у штат 79 п.п., але приділений до 2-ї запасної роти 95 п.п. 21.01.17 — підвищений до цугсфюрер тітуляр фельдфебель. 11.04.17 — фенрих резерву. І, нарешті, 01.02.1918 — лейтенант резерву, зі «старшинством у званні» з 01.01.1918. Служив на Балканах. Був поранений. Нагороджений медалями «За Хоробрість», «Військовим хрестом імператора Карла» та бронзовою медаллю «Заслуги» на стрічці «Хреста воєнних заслуг» з мечами — 09.08.18.
З самого початку брав активну участь в рядах УГА під час Листопадового чину 1918 року в Львові. Загін у складі двох старшин і 42 вояків на чолі з четарем Богданом Мараком займав Міську комендатуру (Stadtkommando Lemberg). Також, за даними О.Кузьми, «четар Марак, взявши з поліції 25 людей з двома скорострілами, гонив противника аж за Янівську рогачку. Противник потерпів значні втрати, кільканацятьох людей взято до неволі». Під час вуличних боїв отримав поранення. Очолював загін, розташований в казармі поліції. Уночі на 6 листопада 1918 р., виконуючи наказ НКГА, четар Марак із 15 вояками без жодних втрат захопив Католицький дім і дістався казарми Фердинанда.
В подальшому служив в 3-й Бережанській бригаді УГА, як персональний референт при штабі та деякий час виконував обов'язки начальника штабу бригади. Відзначився під час Чортківської офензиви.
Після реорганізації УГА на ЧУГА був ад'ютантом командира 3-го стрілецького полку Червоних УСС Першої Бригади. В ході наступу поляків квітні — травні разом з невеликою частиною 1-ї бригади ЧУСС відійшов разом з червоними під ударами польських військ. В подальшому залишився в
Радянській Україні.
За деякими даними був членом РКП (б), райпродкоміссаром, активним учасником в постачанні продуктами частин РСЧА, і під час виконання своїх обов'язків був вбитий повстанцями отамана Левченка на Вінниччині в 1922 році.

## Сім'я
- Батько: Іван Марак (1863-01.12.1899) — греко-католицький священник, парох Церкві Воскресенія Христова в с.Біла)
- Мати: Корнелія Марак (Лонкевич)
- Сестра: Наталя Марак
- Сестра: Софія Вайцович (Марак)
- Брат: Зенон Марак (пом.в березні 1969 р. у Польщі) — польський педагог, громадський діяч
- Дружина: Нина Марак (Мединськая), 21.10.1899-1931
- Син: В'ячеслав Марак (1921—2012) — полковник Радянської Армії, учасник радянсько-фінської та Великої Вітчизняної війни